# Bernt Carlsson
Pour les articles homonymes, voir Carlsson.
Bernt Wilmar Carlsson, né le 21 novembre 1938 à Stockholm et mort le 21 décembre 1988 à Lockerbie, est un homme politique social-démocrate suédois et diplomate, ayant été assistant secrétaire-général des Nations unies et commissaire des Nations unies pour la Namibie de 1987 à sa mort. Il meurt dans l'attentat de Lockerbie, lorsque l'avion dans lequel il transite explose en raison d'une bombe.

## Biographie

### Parti social-démocrate
Né à Stockholm en 1938, Bernt Carlsson rejoint la Jeunesse du parti social-démocrate suédois (en) à l'âge de seize ans. Il étudie les sciences économiques à l'université de Stockholm et après avoir reçu son diplôme, il rejoint le ministre des Affaires étrangères suédois. Il travaille comme assistant au ministre du commerce en 1967, avant d'être nommé secrétaire international du parti social-démocrate suédois des travailleurs en 1970. En même temps d'occuper cette fonction, le Premier ministre Olof Palme le nomme conseiller spécial.

### Internationale socialiste

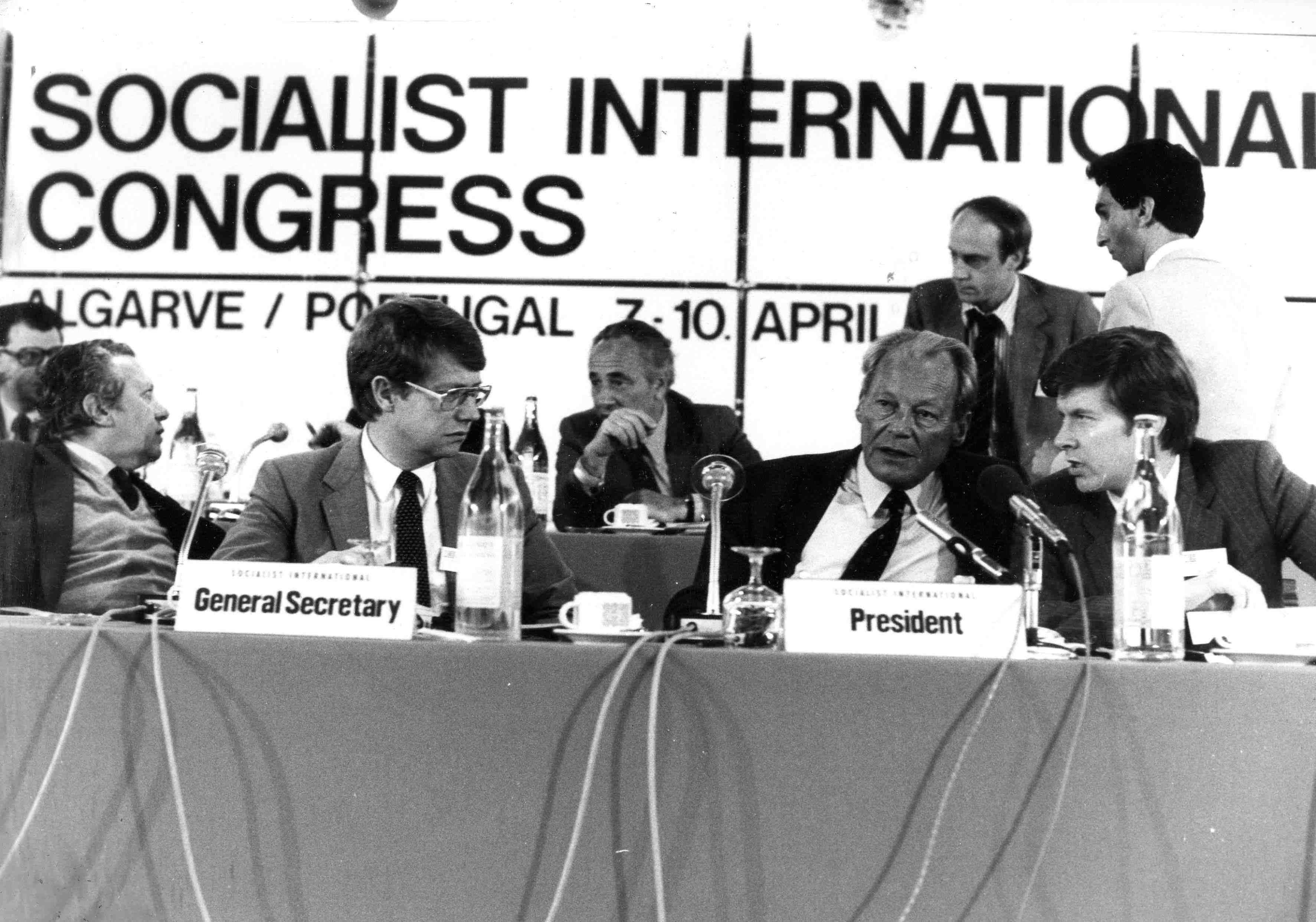
Congrès de l'Internationale socialiste de 1983 avec Bernt Carlsson (gauche), Willy Brandt (centre) et (droite).

En 1976, Carlsson devient secrétaire général de l'Internationale socialiste à Londres, en même temps où l'ancien chancellier ouest-allemand Willy Brandt est nommé président. Dans les sept années qui suivent, il tente d'étendre l'influence de l'IS en dehors de l'Europe vers le tiers monde, envoyant du support politique et financier pour la lutte pour l'indépendance des pays d'Afrique australe.
Du fait que le Parti travailliste israélien, un des membres de l'IS, est au pouvoir à l'époque et en raison de ses bonnes relations avec les pays arabes avoisinants, ainsi que l'Organisation de libération de la Palestine de Yasser Arafat, il a pu effectuer des manœuvres envers la paix dans le Moyen-Orient. Il entretenait aussi une relation proche de l'homme de main d'Arafat Issam Sartawi (en), assassiné lors d'une conférence de l'IS au Portugal en avril 1983, probablement par le Fatah-Conseil révolutionnaire. Plus tôt dans la même année, il avait eu une dispute avec le président de l'IS, Brandt, concernant son approche de gouvernance autoritaire, où il dit notamment que « c'est une internationale socialiste, et non une internationale allemande ». À la conférence de l'IS en avril à Albufeira, Brandt se venge en le forçant à démissionner.

### Diplomate

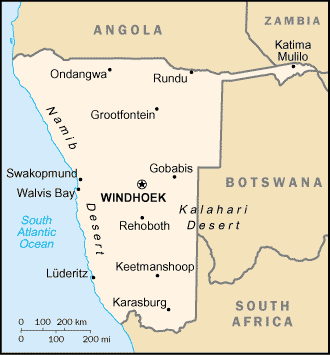
Carte de la Namibie.

Il quitte par la suite Londres pour son pays natal, et devient pendant deux ans l'émissaire spécial du Premier ministre au Moyen-Orient et en Afrique. Olof Palme lui avait confié la tâche délicate de négocier la paix entre l'Iran et l'Irak. De 1985 à 1987, Carlsson est le directeur des Affaires nordiques aux ministère des Affaires étrangères. En 1986, le Premier ministre Palme est assassiné.
Le 1er juillet 1987, il est nommé assistant secrétaire-général des Nations unies et commissaire des Nations Unies pour la Namibie (alors Sud-Ouest africain). Le 28 septembre, il est interviewé dans le documentaire de World in Action (en) « The Case of the Disappearing Diamonds (en) », où il annonce que les Nations unies ne laisseront pas s'échapper ceux qui exploitent illégalement les ressources naturelles de la Namibie. L'année suivante, il organise une conférence entre les dirigeants de la SWAPO (composée de Sam Nujoma, Hage Geingob et Hidipo Hamutenya) et une délégation de blancs namibiens pour discuter des procédures de la déclaration d'indépendance.
L'indépendance était censée arriver peu après l'adoption de la résolution 435 du Conseil de sécurité des Nations unies en septembre 1978, mais la résolution a pris plus de dix ans à être implémentée. La procédure est notamment critiquée par le journaliste Christopher Hitchens pour la lenteur de Chester Crocker, les tentatives du président américain Ronald Reagan et la politique américano-namibienne en faveur de l'Apartheid de l'Afrique du Sud. Hitchens applaudi néanmoins les tentatives de Carlsson de servir de médiateur neutre dans les procédures d'indépendance. Du 29 mai au 1er juin, le sommet Reagan/Gorbatchev a finalement permis d'appliquer la résolution 435.

### Mort
Le 21 décembre 1988, il est à bord du vol Pan Am 103, devant se rendre à New York pour une cérémonie ayant lieu le 22, durant laquelle des accords pour l'indépendance de la Namibie allaient être signés par l'Angola, Cuba et l'Afrique du Sud. En Écosse, à 9 500 mètres au-dessus du Dumfriesshire, l'avion explose, tuant Carlsson, 258 autres passagers et onze personnes au sol sur le coup.
Le lendemain, le journal britannique The Guardian commente sur l'attentat et la mort de Carlsson, déclarant entre autres que beaucoup de conflits ont été résolus en 1988, plus que toutes les années auparavant, comme celui en Namibie, mais qu'ironiquement, cette année-là, sur les collines écossaises, on retrouvait le corps sans vie du commissaire des Nations unies pour la Namibie, ainsi que des centaines d'autres, tués par une bombe ayant explosé à 9 500 mètres au dessus du sol.
À sa mort, une enquête criminelle est lancée par la police écossaise. Le détective John Crawford mentionne qu'ils ont même été jusqu'à consulter une bibliothécaire de Newcastle pour qu'elle leur communique ce qu'elle savait sur Carlsson. Il avait déjà survécu une attaque terroriste aérienne pendant un voyage en Afrique. L'enquête a finalement éliminé la possibilité que l'attaque ait été dirigée envers le diplomate, et que sa mort n'était qu'une mauvaise coïncidence.

## Postérité

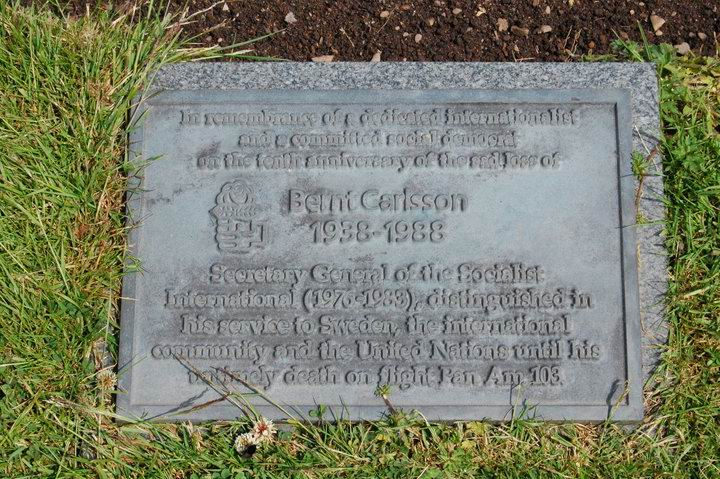
Stèle installée à la mémoire de Carlsson.

Une nécrologie de Carlsson écrite par l'ami du défunt, Michael Harrington, est publié dans le Los Angeles Times le 26 décembre 1988. Une fondation caritative appelée la Bernt Carlsson Thrust ou One World Action (en) est fondée par Glenys Kinnock le 21 décembre 1989, une année après sa mort en sa mémoire.
Dans le Jardin du souvenir de Lockerbie, créé pour honorer les victimes de l'attentat, une stèle commémorative est installée en son honneur le 21 décembre 1998, dix ans après l'attentat. En 2008, pour marquer le 20e anniversaire, l'Internationale socialiste publie un article appelé Remembering Bernt Carlsson, où est notamment cité un éloge funèbre dite par l'ancien ministre suédois des Affaires étrangères Sten Andersson en 1989.
À Windhoek, la capitale namibienne, une rue du Township de Pionierpark Extension 1 est nommée à son nom.